# Doksorubicyna
Doksorubicyna (łac. Doxorubicinum) – organiczny związek chemiczny; antybiotyk z rzędu antracyklin o działaniu cytostatycznym. Zakres jej działania i skuteczność należą do wysokich. Jej działanie polega na utworzeniu z dwuniciowym DNA trwałego kompleksu, co uniemożliwia dalszy podział komórki i doprowadza do jej śmierci. Jest szeroko stosowanym cytostatykiem.

## Zastosowanie
- leczenie indukujące ostrych białaczek
- szpiczak mnogi
- ziarnica złośliwa
- chłoniaki
- rak sutka
- drobnokomórkowy rak płuca
- rak pęcherza moczowego
- rak jajnika
- rak tarczycy
- rak kory nadnerczy
- mięsaki

## Działania niepożądane
- działanie kardiotoksyczne (uszkodzenie mięśnia sercowego)
- supresja szpiku
- nudności i wymioty (czasem o silnym przebiegu)[a]
- przebarwienia skóry, martwica
- różowe zabarwienie moczu
- wyłysienie
- wtórne białaczki

## Drogi podania i dawkowanie
Doksorubicynę podaje się dożylnie lub dotętniczo we wlewie kroplowym, czasem także miejscowo (w raku pęcherza moczowego). Po wynaczynieniu może wystąpić martwica okolicznych tkanek.

## Nazwy handlowe
Adriblastin, Biorubina, Caelyx, Myocet, Doxorubicin – Ebewe, Doxolem, Rastocin, Adrimedac